# لويس زاريت
لويس زاريت (بالإسبانية: Luis Zárate)‏ هو دراج مكسيكي، ولد في 25 نوفمبر 1940 في موريليا في المكسيك.

## وصلات خارجية
- لويس زاريت على موقع إحصائيات الدراجات الإحترافية (الإنجليزية)
- لويس زاريت على موقع أوليمبيديا (الإنجليزية)